# 古代オリンピック

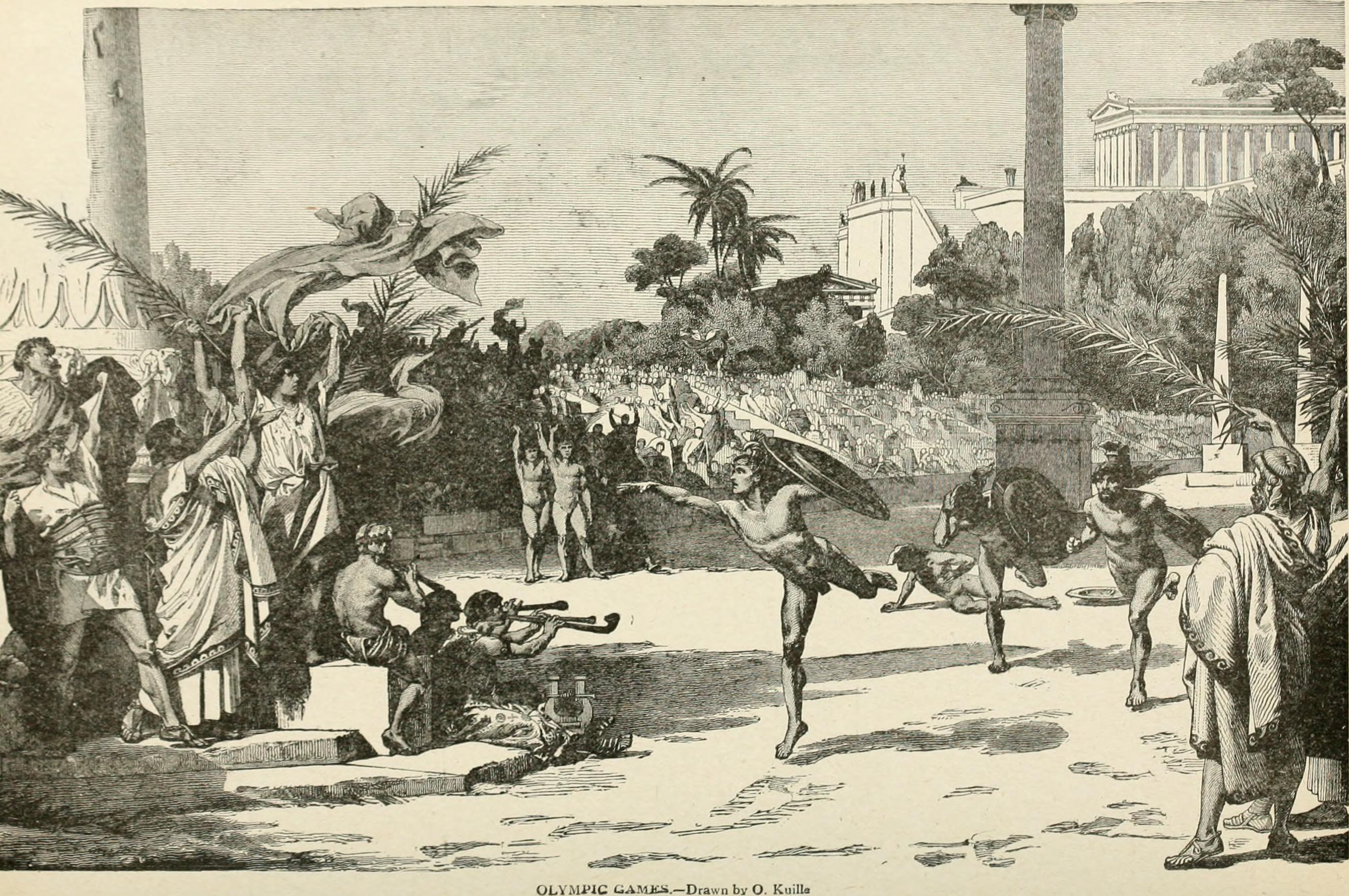
1915年に描かれた古代オリンピックの想像図

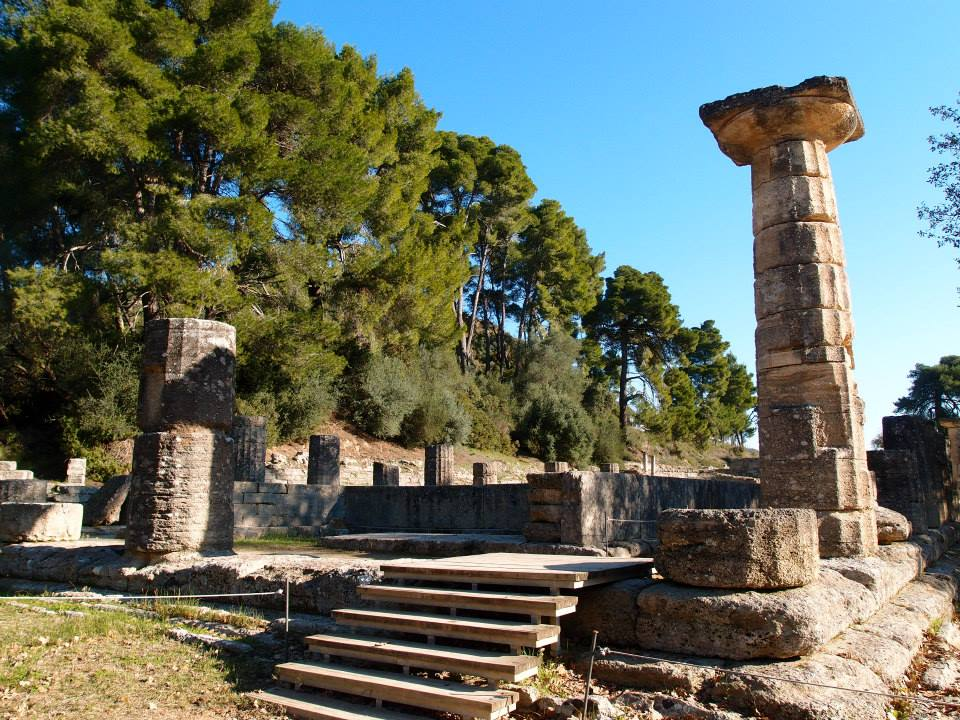
オリュンピア遺跡にあるヘラ神殿

古代オリンピック（こだいオリンピック、古代ギリシア語: τὰ Ὀλύμπια、古代ギリシア語ラテン翻字: ta Olympia、英: Ancient Olympic Games）は、古代ギリシアのエーリス地方、オリンピアで4年に1回行われた当時最大級の競技会であり、祭典である。ギリシア語ではオリュンピア大祭、オリュンピア祭典競技とも呼ぶ。オリュンピアにはエーリスの祭神・ゼウスの神殿があった。本競技会・祭典は紀元前8世紀から紀元後4世紀にかけて行われたもので、ギリシア四大大会（後述）のひとつである。
最盛期にはギリシア世界各地から選手が参加した。ギリシア人はこれを格別に神聖視し、大会の期間およびそれに先立つ移動の期間、合計3ヶ月ほどをオリュンピア祭のための休戦期間に挙げた。またギリシア語資料では広くオリュンピア祭の回数、すなわちオリンピアードをもって年を数えることが行われる。ギリシア人の血筋を持つ者しか参加が許されず、罪を犯した者も参加できなかった。

## 由来と神話
ギリシア神話に残る祭の起源には諸説ある。

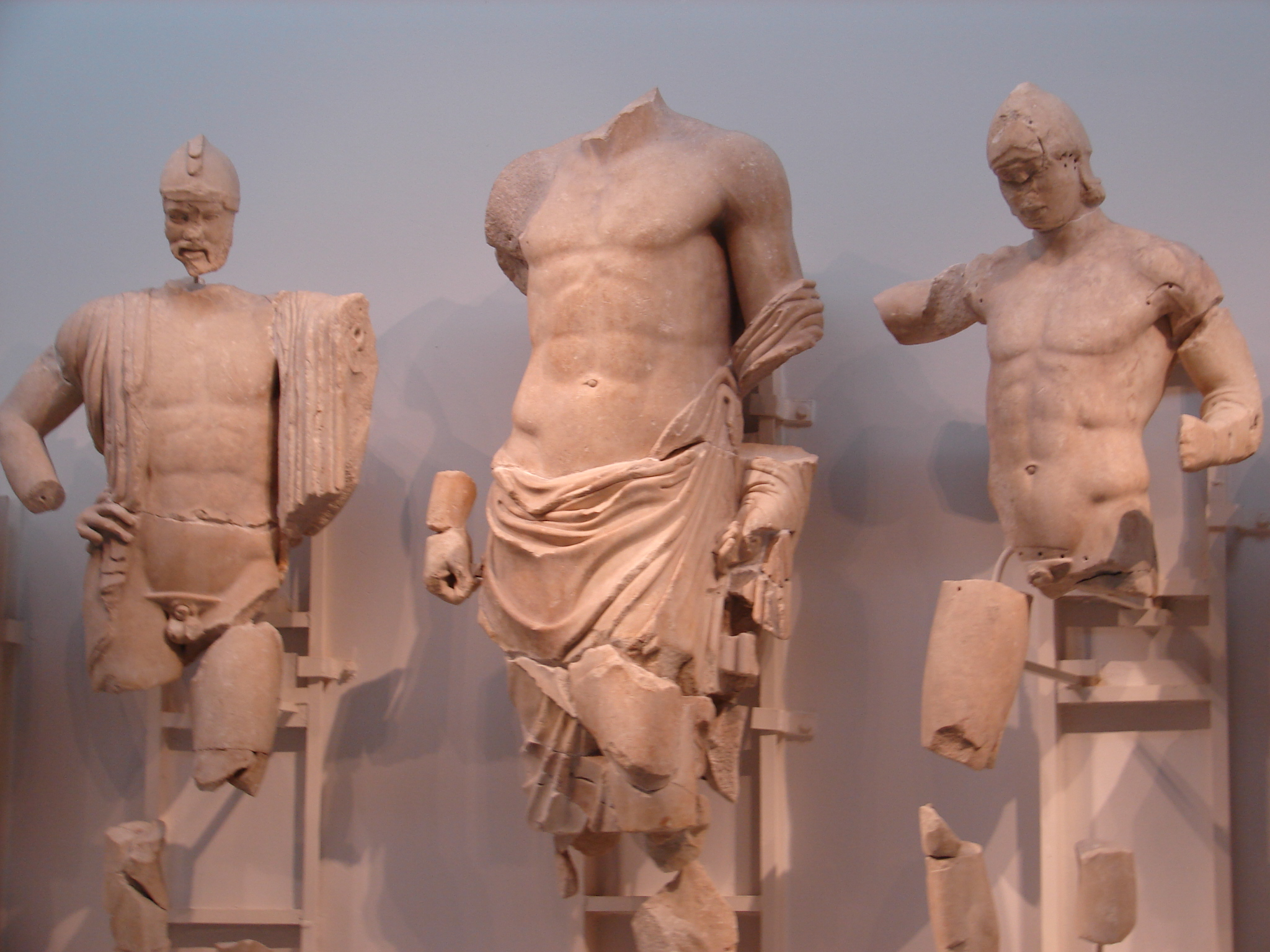
ゼウス神殿東の群像装飾（左：オイノマオス、中央：ゼウス、右：ペロプス）

ホメーロスによれば、トロイア戦争で死んだパトロクロスの死を悼むため、アキレウスが競技会を行った。これがオリュンピア祭の由来であるとする説がある。別の説によれば、約束を破ったアウゲイアース王を攻めたヘーラクレースが、勝利後、ゼウス神殿を建ててここで4年に1度、競技会を行った、といわれる。さらに別の説によれば、エーリス王・オイノマオスとの戦車競走で細工をして王の馬車を転倒させて王を殺し、その娘・ヒッポダメイアと結婚したペロプスが、企てに協力した御者のミュルティロスが邪魔になったので殺し、その後、願いがかなったことを感謝するためにゼウス神殿を建てて競技会を開いた。ペロプスの没後も競技会は続き、これが始まりだ、というものである。
いずれにせよ、神話に残る競技会は何らかの事情で断絶し、有史以後の祭典とは連続性をもたない。なおこれらの伝承のうちのいくつかは、エーリス市民らがオリンピックの由来を権威付けるために後に創作したものも含むと考えられる。

## オリンピック以外の古代ギリシア競技祭典

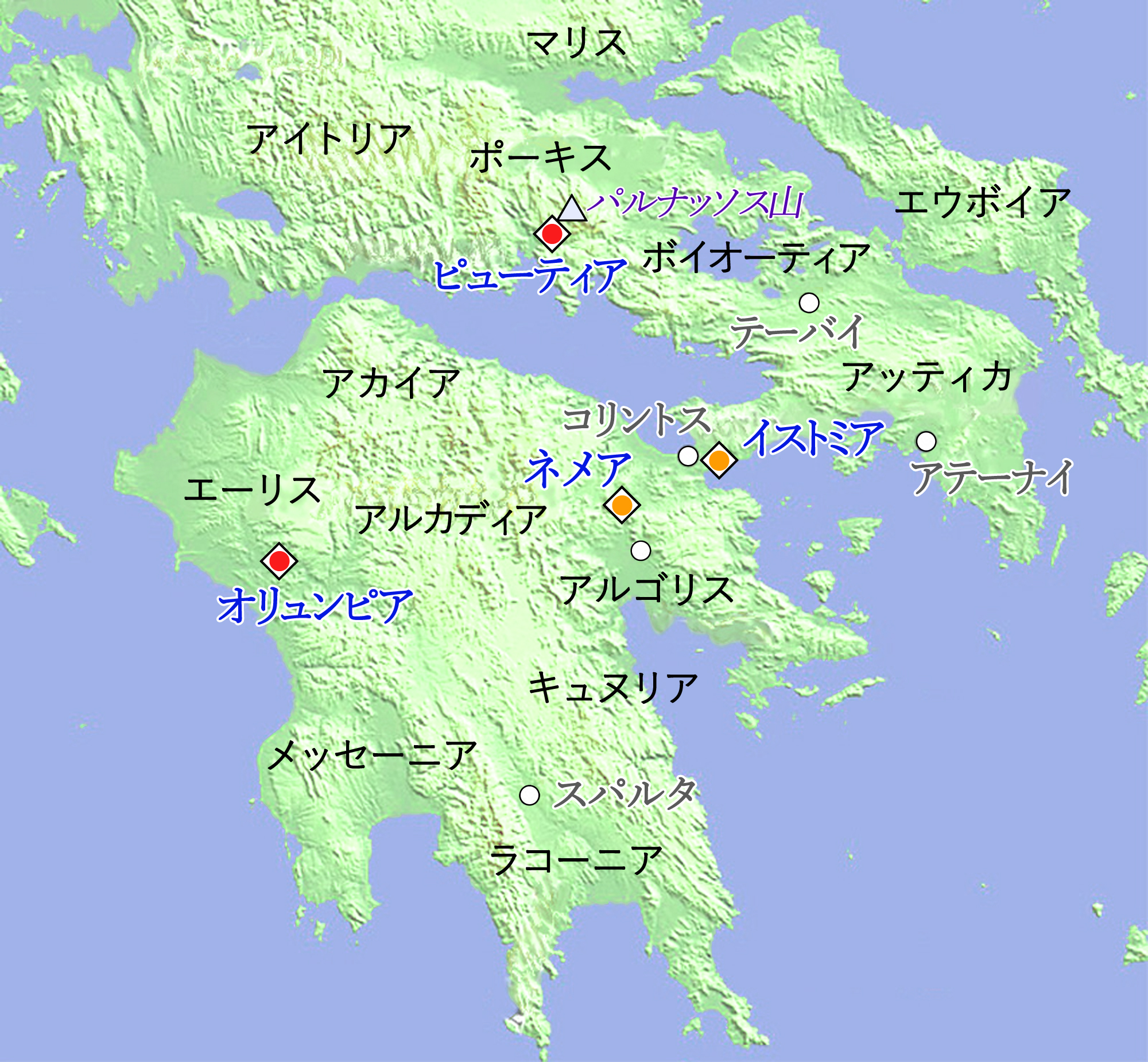
四大競技祭典開催地（オリュンピア、デルポイ、イストモス、ネメアー）

オリュンピアで行われるオリュンピア祭は、ギリシアにおける四大競技大祭のうちの一つであった。これらの四つの競技大会は以下の通りである。
- オリュンピア大祭：開催地オリュンピア 4年に1度開催　祭神：ゼウス
- ネメアー大祭：開催地ネメアー 2年に1度開催　祭神：ゼウス
- イストモス大祭：開催地イストモス（現・イストミア） 2年に1度開催　祭神：ポセイドン
- ピューティア大祭：開催地デルポイ 4年に1度開催　祭神：アポロン

これら4つの競技大祭のうち、大神であるゼウスに捧げられるオリュンピア祭が最も盛大に行われた。
ゼウスが男神であることから、オリュンピア祭は女人禁制であった。そして奉納競技において競技者が裸体となることが関係していたとも考えられる。ポリスの日常生活にかかせない体育競技場においては、男性であっても競技を行わず衣服をまとって入場することがはばかられたほどであった。ただし、戦車競走では御者ではなく馬の持ち主が表彰されたので、女性が表彰された例はわずかにある。
しかし、女子競技の部ともいうべきヘーライアという祭りが行われていた時代もある。これは名のとおりゼウスの妃ヘラに捧げる祭りで、オリュンピア祭と重ならない年に行われていた女子のみの祭典となっている。競技は短距離走のみで、右胸をはだけた着衣で行われたと当時を伝える像から考えられており、現在の夏季五輪のメダルに浮き彫りにされた勝利の女神はこれを着用している。競技優勝者にはオリーブの冠と犠牲獣の肉が分け与えられ神域に自身の像を残す事が許されているが、実際は肖像を壁画に残す等の事が多く行われている。
なお、オリュンピア祭では体育だけでなく詩の競演も行われたことが伝わっている。
古代ギリシャでは優勝者に葉冠が送られる神聖競技会と賞金や高価な品物が授与される賞金競技会が区別されており、神聖競技会にあたる四大競技祭のうち古代オリンピックではオリーブの葉冠（オリーブ冠）が授与された。なお、月桂冠が授与されていたのは四大競技祭のうちピューティア大祭（ピュティア競技祭）である。

## 初期の古代オリンピック
地中海周辺の地域には、運動競技の長い伝統があったように記録されている。なぜならば、古代エジプト人と古代メソポタミア人は、王とその貴族の墓に運動競技を描写しているからである。 しかしながら、彼らは定期的な大会を開催していなかったようである。そして、それらのイベントはおそらく王と上級貴族の宮殿の庭で行われたものと推定されている。 ミノア文明は、フレスコ画にブルリーピング、タンブリング、ランニング、レスリング、ボクシングを書き残しており、体操競技を高く評価していたと推定されている。 それに続く、ミケーネ文明は古代ミノア文明の競技を採用し、宗教的儀式において戦車を用いて競いあったようである。ホメロスの語るところの「英雄伝」によれば、死者を称えるために運動競技に参加したと考えられており、その後「イーリアス」においては、戦車レース、ボクシング、レスリング、短距離走のほか、フェンシング、アーチェリー、槍投げの記述がある。 そして、その後に記録された「オデュッセイア」はこれらに走り幅跳びと円盤投げを追加したようである。
古代ギリシアにおいて信じられた直接の起源は、次のようなものである。伝染病の蔓延に困ったエーリス王・イーピトスがアポローン神殿で伺いを立ててみたところ、争いをやめ、競技会を復活せよ、という啓示を得た。イーピトスはこのとおり競技会を復活させることにし、仲が悪かったスパルタのリュクールゴスと協定を結んだ。オリュンピアの地に武力を使って入る者は神にそむくものである、というもので、この文字が彫られた金属製の円盤がヘーラーの神殿に捧げられた。この円盤はのちに発見された。ただし円盤は現存しないことと、協定を結んだとされるリュクールゴスが実在したかどうか不明のため、この由来には疑問視する声もある。
こうしてエーリス領地内のオリュンピアで始まったオリンピックだが、最初のうちの記録は残っていない。記録に残る最初のオリュンピア祭は、紀元前776年に行われた。古代オリンピックの回数を数えるときには、この大会をもって第1回と数えるのが通例である。勝者はエーリスのコロイボスであった。ただし、さきの円盤の作成年代などから推測して、この古代オリンピックの開始年は、もう少し遡ると考えられている。競技会の行われた季節は麦の刈り入れが終わり、農民が若干暇になるユリウス暦の8月だったと考えられている。
最初はエーリスとスパルタの2国のみの参加だったオリュンピア大祭は、正確に4年に一度開催され続け、しだいに参加国も増えてきた。そしてついに全ギリシア諸国が参加するようになった。この大会はギリシア共通で使われる暦の単位にもなった。オリュンピアードという単位で、これはあるオリュンピア大祭が開催されてから次の大祭が開催されるまでの4年間を示す。年を特定するためには「第○○オリュンピアードの第×年」と数える。

## 中期の古代オリンピック

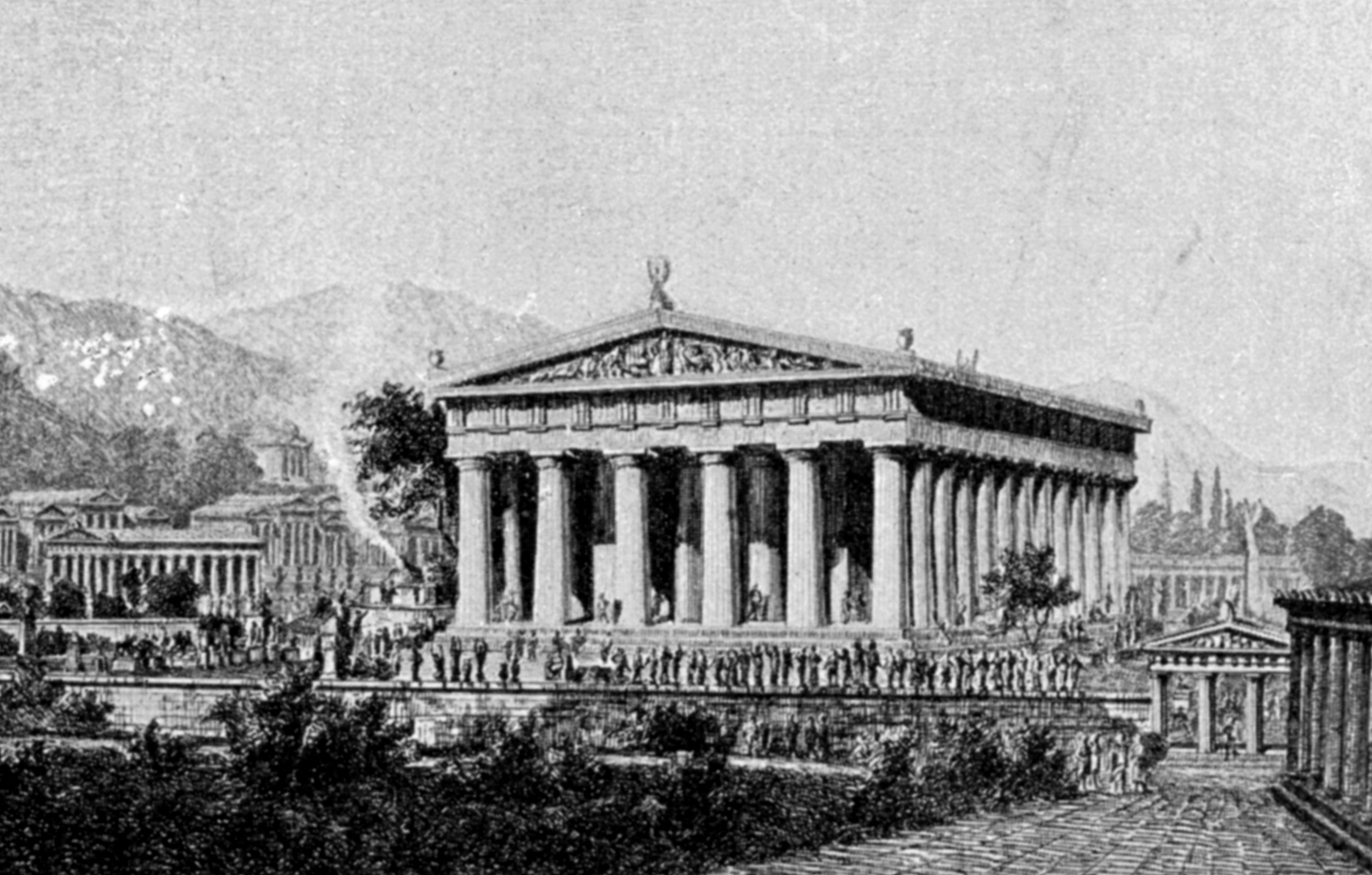
オリュンピアのゼウス神殿（復元図）

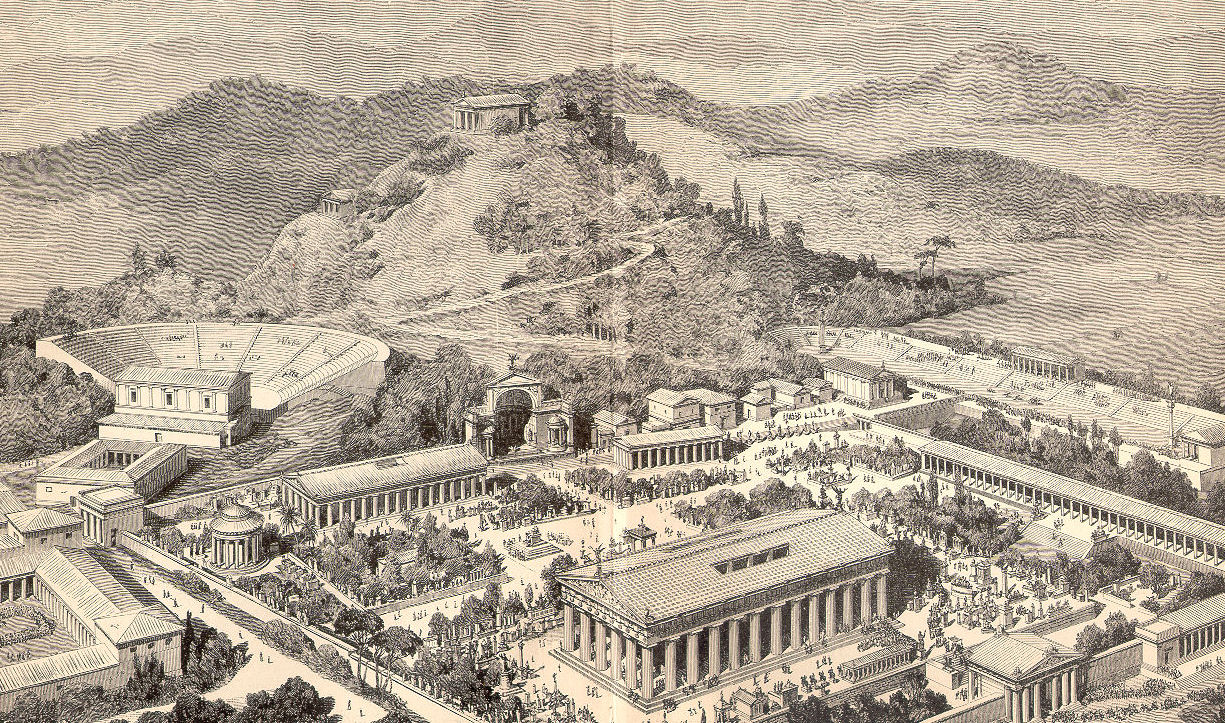
古代オリュンピア聖域（復元想像図）

オリュンピア大祭は、エーリス州のゼウスの神殿が建てられたオリュンピアの聖域にある競技場（スタディオン等）で開催された。開催1ヶ月前には開催を告げる使者がギリシア全体を回り、大会開催中の1か月の間は休戦となった。のちに参加都市国家が増えると、休戦期間はオリンピック開催時を含め前後に合計3か月伸びた。この休戦期間をエケテイリアという。この休戦は、オリュンピアに向かう競技者や観客の旅の安全を保障するためであった。ゼウスは旅行者の守護神であり、オリュンピア祭への旅の道はとりわけゼウスによって加護されると考えられた。そして、この禁を破った国はオリュンピア祭への参加が拒否されたほか、他国から外交関係を絶たれることにもなった。スパルタは実際に禁を犯してエケテイリアの時期に他国を攻めたため、オリュンピア大祭に参加できなかったことがある。このほか、オリュンピアをピーサに征服されたエーリスが、オリュンピア大祭開催中にオリュンピアに攻め込んだこともあった。
大祭は初期にはスタディオン走のみで1日で終了した。のちしだいに競技種目も増え、紀元前472年には5日間の大競技会となっていた。参加資格のあるのは、健康で成年のギリシア人の自由人男子のみで、女、子供、奴隷は参加できなかった。不正を防ぐため、全裸で競技が行われ、指導者も全裸だった。戦車競走のみ脚まで覆う布を身につけていた。勝者には勝利の枝（この枝の木の種類は諸説あり）と勝利を示すリボンのタイニアが両腕に巻かれ、ゼウス神官よりオリーブの冠が授与され自身の像を神域に残す事が許された。
競技会は大神ゼウスに捧げられる最大の祭典でもあった。祭りであるので殺し合いは固く禁じられた。格闘技で相手を殺した勝者には、オリーブの冠は贈られなかった。逆に、勝者であれば死者であっても冠が贈られた。パンクラティオンで相手が降参するのと同時に倒れて死んだ勝者に対して審判が冠を授けたという。
審判はきわめて初期はエーリス王が当たったが、競技の数が多くなるとエーリス市民からくじで選ばれた。選ばれた審判たちは、オリンピック期間中、神官として扱われた。審判はエーリスに設けられた専門の施設で競技規則について10か月に渡り専門家から教えを受けた。その間に、続々と各国から選手が集まり、1か月前になると、選手とともに合宿練習をして、練習試合の間にまた規則の確認を行った。予選もここで行われた。

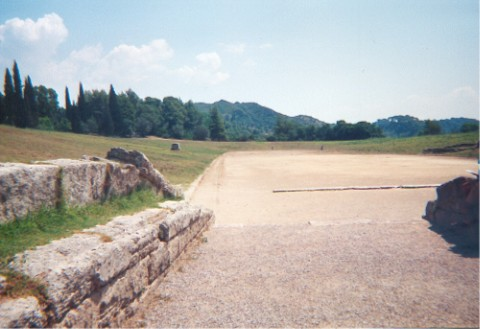
オリュンピアのスタディオン

大会直前になると、エーリスからオリュンピアまで全選手、役員が行進した。距離は50キロ以上になる。
競技会初日は開会式兼儀式が行われ、最終日は勝者のための宴が丸1日かけて催された。競技は間の3日間で行われた。
競技は第1回からの伝統である192メートル（1スタディオン）のスタディオン走のほか、ディアウロス走（中距離走）、ドリコス走（長距離走）、五種競技、円盤投、やり投、レスリング、ボクシング（拳闘）、パンクラティオン、戦車競走、走り高跳びなどがあった。少年競技の部もあったが種目は少なかった。最終種目は武装競走だった。盾を手に1スタディオンを走って往復する。戦車競走では、勝者への冠は御者ではなく、馬車の所有者に与えられた。このため、女性でオリーブの冠を授かった者が2名いる。体育のほか、詩の競演なども行われた。
女性の参加と観戦に関しては、研究者の間で意見が分かれている。そもそも、競技大祭中は、オリュンピアには女は入れなかった、という説と、神殿と競技場には入れずに、外でテントを張って待っていた、という説と、競技場内でもフィールドに立ちさえしなければ実質的には咎めはなかった、という説と、未婚女性に限り、競技場観客席での観戦が許された、という説がある。少なくともエーリスの女神官が観戦していたことだけは確からしい。女人禁制の掟を破ったものは、崖から突き落とされる（実質的には死刑）というルールであったが、記録に残る限り適用例はなく、象徴的なルールであったとも考えられる。
オリーブの冠を授かった者は、神と同席することを許された（競技会後、オリュンピアの神殿敷地内に優勝者の像がつくられることに由来する）者として、故郷で盛大に迎えられた。祖国の神殿に像が作られた競技者もいるし、税が免除されることもあった。いずれにしても祖国の歴史にながく名が刻まれることになった。

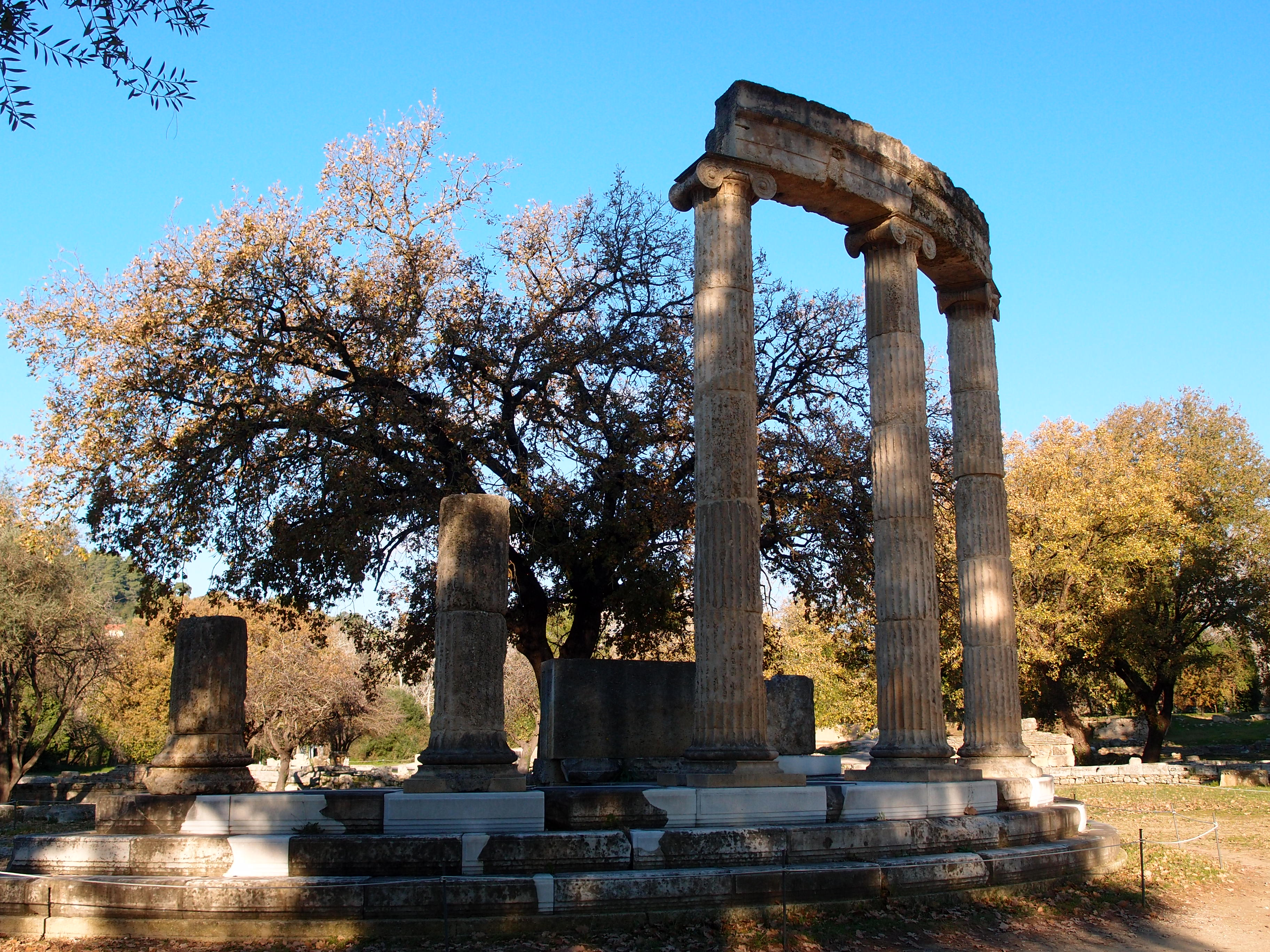
オリュンピア遺跡にあるフィリペイオン

マケドニア王国の人々は、国政が都市国家でない上に辺境に住んでいたため、ギリシア人であるにもかかわらず古代オリンピックに参加していなかった。しかし、アレクサンドロス1世は自らの先祖をヘーラクレースと主張し、結果としてギリシア人であると認められ、紀元前6～5世紀頃から古代オリンピックに参加できるようになった。後にピリッポス2世がカイロネイアの戦いに勝利した際には、フィリペイオンというイオニア式のトロスが献納されている。アレクサンドロス大王がアレクサンドロスと名付けられたのも、ピリッポス2世が古代オリンピックで優勝した年に彼が生まれたので、それを記念し、マケドニア王で初めて古代オリンピックに参加したアレクサンドロス1世から名を取ったという。
ローマの人々も、神話によって自らの祖先がギリシア人であると証明し、紀元前6世紀頃から既にギリシア都市国家に混じって参加を許されていた。このように、神話によって民族の系譜を遡り、それが最終的にギリシア人へと行き着くならば、例えバルバロイであっても参加は可能であった。

## 末期の古代オリンピック

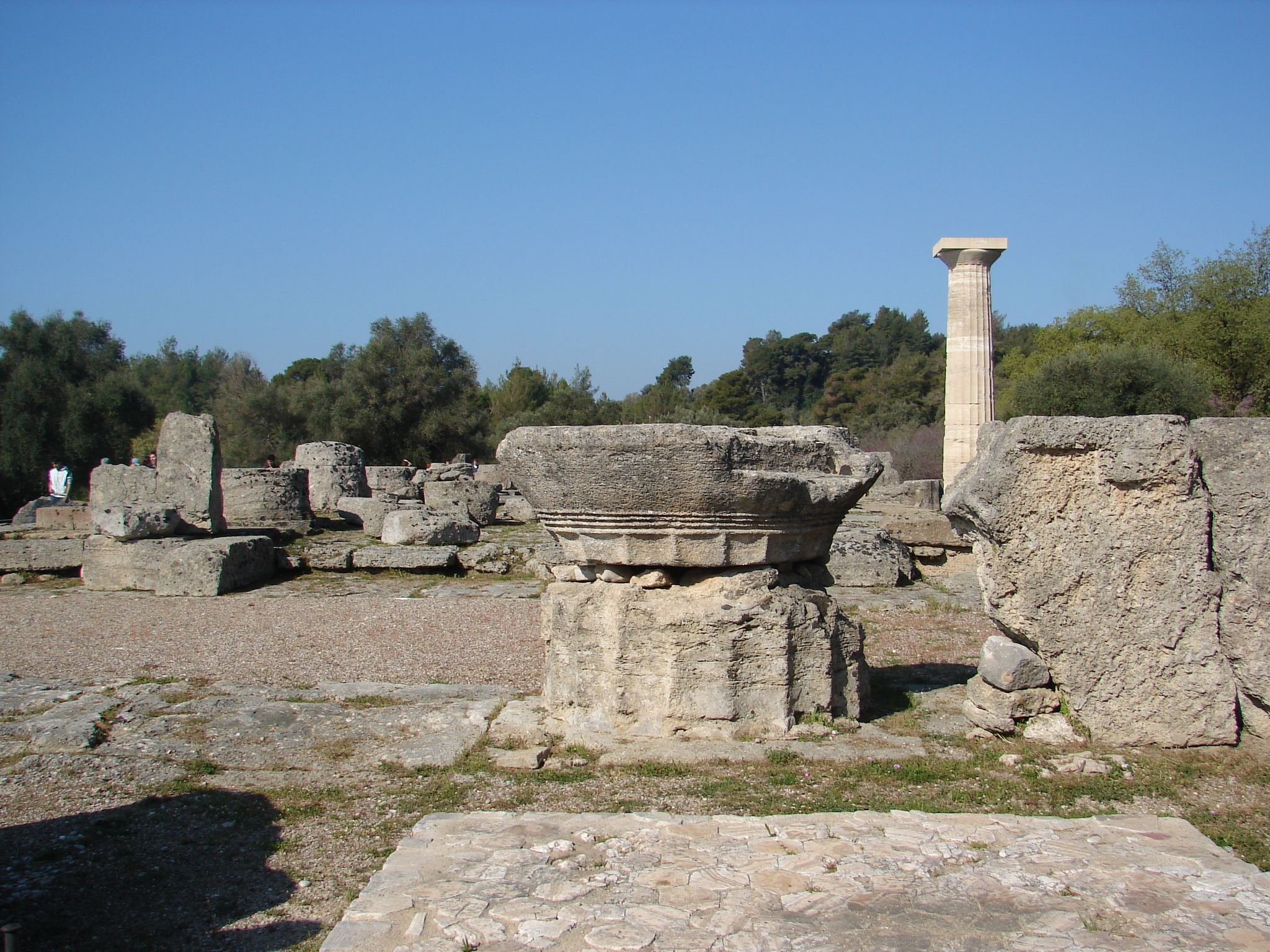
オリュンピアのゼウス神殿跡

しかし、この祖国での優勝者への過剰な褒章が、逆に大祭の腐敗を生んだ。祖国が優勝者に支払う報奨金は跳ね上がり、褒章欲しさに、不正を働くもの、審判を買収するものが出て、オリュンピア大祭は腐敗した。買収を行ったものと応じたものは多額の罰金が科せられただけでなく、その不正の深刻さに応じて肉体的懲罰や大会追放が言い渡された。この罰金を元に、オリュンピアに「ザーネス」と呼ばれる不正を象徴する見せしめのゼウス像が作られた が、ゼウス像の数は増える一方だったという。記録によれば最終的には16体までザーネスが建てられたとされるが、今日のオリュンピアに残されているのはその基部のみとなっている。
ローマがギリシア全土を征服し、属州に編入した後もオリュンピア祭は続けられたが、暴君として知られるローマ皇帝ネロは、自分が出場して勝者となるために第211回オリュンピア競技会の日程を本来行うべき65年から無理やり67年にずらしたのみならず、たとえ競技に敗れても優勝扱いにさえなっている。ネロの権力の濫用と不正に対する批判は強く、この祭時を変えさせてまで開催を強行した大祭は後に正式な大祭とされず、ネロの死後公式記録から抹消された。しかし変更された祭時は戻される事なくそのままで、最後の第293回大祭までこれは変わっていない。
また、自分の歌を披露するため、音楽競技を追加した。ネロは7種目で優勝したとされるが、その競技内容は悲惨で、特に音楽競技は聴くに堪えない劣悪なものだったという。
ネロの死後、この大会の存在そのものがエーリスの公式記録から抹殺されたため、この大会をオリュンピア大会と認めない研究者もいる。
最末期、キリスト教が広まるにつれ、異教ローマ神の祭典であるオリュンピアは、しだいに廃れていった。313年、ローマはキリスト教を認め、392年、国教とした。この時キリスト教以外の宗教は禁じられた事によりオリュンピア大祭も禁じられる事になった。最後の第293回オリュンピア祭は、翌393年に開催され、これが古代オリンピック最後の年となった。この後、ローマの異教神殿破壊令によりオリュンピアは神域を破壊され長い歴史の幕を閉じている。この最後のオリンピックについては、記録が残っていない。記録に残る最後の古代オリンピックは、369年の第287回オリンピュア祭で、それも、拳闘の勝者のみが記録されている。このためこの回を最終回とする研究者もいた。
しかし、その後、1990年代になってから、オリュンピアで、末期の361年の第285回オリュンピア祭までの全競技の勝者を記録した青銅板が発掘された。それまでは、末期、キリスト教が広まってからのオリュンピアはエーリスとその近隣諸都市だけで細々と行われていたと考えられていたが、青銅板の最後の記録、361年までは、広くギリシア語圏内から競技者が参加していたことが判明した。この青銅板が後世の偽作であると疑う意見もあるが、証拠はなく、ひとまず、これが末期古代オリンピックに関する主流の見方になっている。